# Brothers of Metal
Brothers of Metal is een Zweedse powermetalband, opgericht in 2012. Ze bracht haar debuutalbum uit in 2017 onder de naam Prophecy of Ragnarök. De groep bestaat uit in totaal acht muzikanten, waaronder drie vocalisten; twee zangers en één zangeres. De teksten gaan over Noordse mythologie en de sagen van de Vikingen. De bandleden kleden zich ook als Vikingen. In 2020 kwam hun tweede album Emblas Saga uit. Op 1 november 2024 brachten ze hun derde album Fimbulvinter uit.

## Bezetting

### Huidige bezetting
De achtkoppige band verkleedt zich als een groep Viking-krijgers, waarvan hun namen en rollen op hun website worden vermeld:
- Ylva Eriksson – zang "Voice of the Valkyries" (2012 - heden)
- Joakim Lindbäck Eriksson – zang "Battle Cries" (2012 - heden)
- Mats Nilsson – zang "Tongue of the Gods" (2013 - heden)
- Dawid Grahn – gitaar "Lute of lightning" (2012 - heden)
- Pähr Nilsson – gitaar "Lute of lightning" (2012 - heden)
- Mikael Fehrm – gitaar "Lute of lightning" (2012 - heden)
- Emil Wärmedal – basgitaar "Lute of heavy thunder" (2012 - heden)
- Johan Johansson – slaginstrumenten "Anvil and War Drums" (2013 - heden)

## Discografie

### Albums
- Prophecy of Ragnarök (2017)
- Emblas Saga (2020)
- Fimbulvinter (2024)

### Singles
- Prophecy of Ragnarök (2018)
- Yggdrasil (2018)
- Fire Blood and Steel (2018)
- The Mead Song (2019)
- Njord (2019)
- One (2019)
- Hel (2020)
- Chain Breaker (2021)
- Kaunaz Dagaz (2021)
- The Other Son of Odin (2022)
- Berserkir (2022)
- Heavy Metal Viking (2024)
- Nanna's Fate (2024)
- Fimbulvinter (2024)

### Splitsen
- Fire, Blood and Steel / Blood on Fire (2019) (met U.D.O.)